# Delångersåns dämningsområde
Delångersåns dämningsområde är en sjö i Hudiksvalls kommun i Hälsingland och ingår i Delångersåns huvudavrinningsområde. Sjön har en area på 0,505 kvadratkilometer och ligger 26,4 meter över havet. Sjön avvattnas av vattendraget Delångersån (Svågan).

## Delavrinningsområde
Delångersåns dämningsområde ingår i det delavrinningsområde (684058-156819) som SMHI kallar för Utloppet av Delångersån (Dämn.Omr). Medelhöjden är 39 meter över havet och ytan är 4,97 kvadratkilometer. Räknas de 340 avrinningsområdena uppströms in blir den ackumulerade arean 1 983,12 kvadratkilometer. Avrinningsområdets utflöde Delångersån (Svågan) mynnar i havet. Avrinningsområdet består mestadels av skog (82 procent). Avrinningsområdet har 0,51 kvadratkilometer vattenytor vilket ger det en sjöprocent på 10,2 procent.